# 천문학

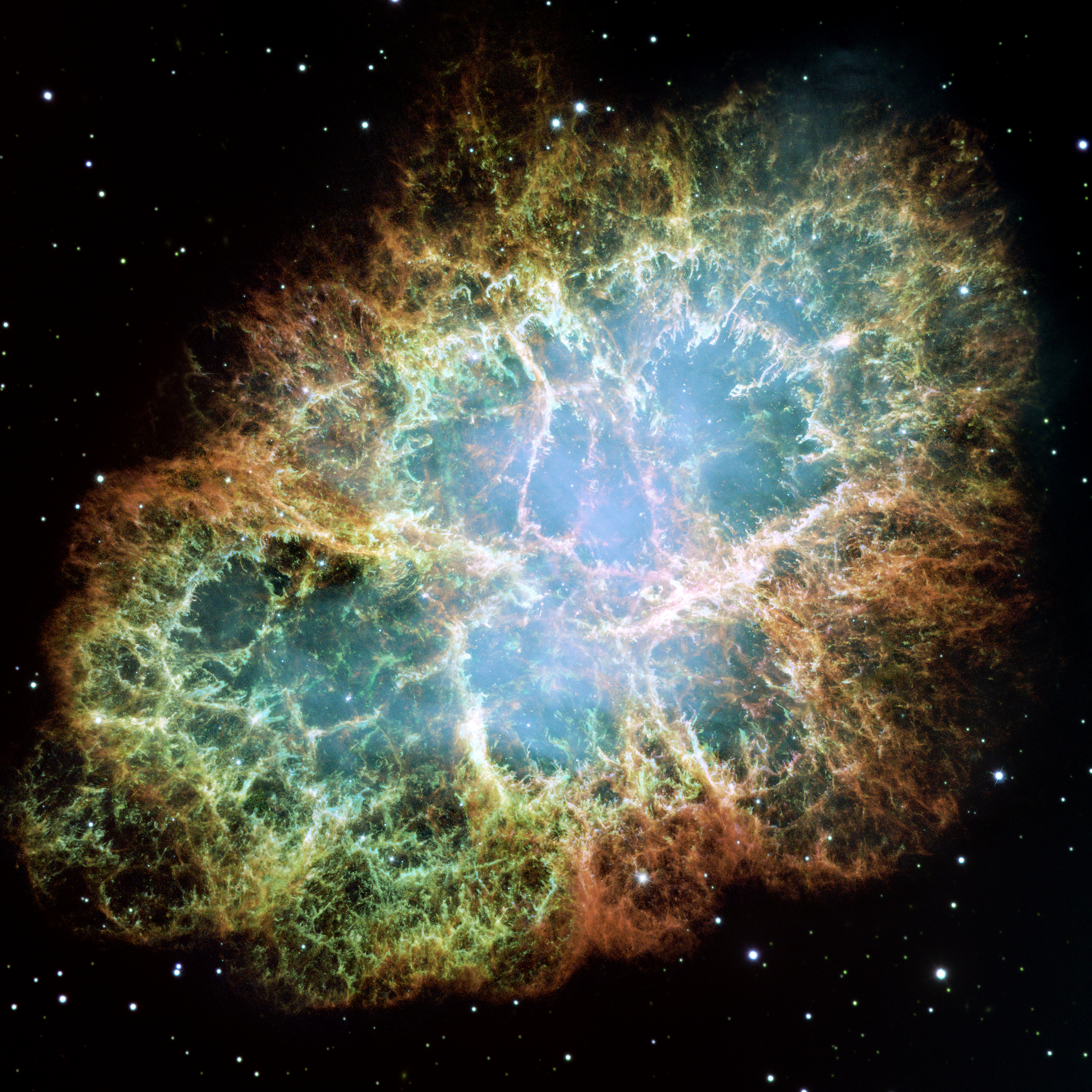
초신성 잔해의 하나인 게 성운

천문학(天文學, 영어: astronomy), 또는 천체학은 별이나 행성, 혜성, 은하와 같은 천체와, 지구 대기의 바깥쪽으로부터 비롯된 현상을 연구하는 자연과학의 한 분야이다. 우주의 시작 및 진화, 천체의 운동, 물리, 화학, 기상, 진화 등을 연구 대상으로 한다.
역사적으로 천문학은 역법, 천문항법, 점성술까지 수많은 분야들을 포함했다. 천체의 움직임에서 가장 비중이 큰 힘은 중력이므로, 일반상대론을 많이 이용한다.
20세기에 들어와 천문학은 관측 분야와 이론 분야로 나뉘었다. 관측 천문학은 천체에 대한 자료를 얻고 물리적으로 분석하는 데 초점을 두며, 이론 천문학은 천체와 천문학적 현상들을 컴퓨터나 해석적인 방법으로 설명하는 모형을 세운다.

## 어원과 용어
천문학의 영어 낱말 astronomy은 별을 의미하는 그리스어 astron (ἄστρον)과 법칙, 문화를 뜻하는 nomos (νόμος)에서 유래했는데, 문자 그대로 "별의 법칙"(또는 별의 문화)를 의미한다. 천문학은 점성술학(인간의 사건이 천체의 위치와 연관이 있다고 주장하는 믿음 체계)와 혼동되어서는 안된다. 두 분야가 공통된 근원을 공유함에도 불구하고, 그들은 이제 완전히 구별된다.

### 천문학과 천체물리학
일반적으로 천문학(astronomy)과 천체물리학(astrophysics)은 같은 의미로 쓰인다.
엄밀한 사전적 의미에 따르면, 천문학은 "지구 대기 밖의 물체들의 물리·화학적 성질을 연구하는 학문"이며 천체물리학은 "천문학의 한 분야로서 천체 및 천문현상의 물리적, 운동학적 특성을 연구하는 분야"이다. 한편, 천문학 개론서인 "물리적인 우주(The Physical Universe)"에서처럼 "천문학"은 우주·천체·천문현상을 정성적으로 기술하는 분야를,
"천체물리학"은 이러한 대상을 보다 물리적으로 이해하는데 중점을 두는 분야를 의미하는데 쓰이기도 한다.
그러나 측성학 같이 전통적인 천문학에 가까운 분야도 있는 반면, 대부분의 현대 천문학 연구는 물리와 관련된 주제를 다루므로, 천문학은 실제로는 천체 물리학으로 불릴 수 있다. 여러 대학이나 연구소는 주로 역사적인 이유나, 구성원들의 가지고 있는 학위 등에 따라서 종종 천문학과나 천체물리학과라는 용어를 사용한다. 예를 들어 천문학과가 역사적으로 물리학과와 같이 붙어 있었다면, 주로 천체물리학이라는 용어가 주로 사용된다. 저명한 천문학 저널로는 유럽의 천문학과 천체물리학(Astronomy and Astrophysics)과 미국의 천체물리학 저널(The Astrophysical Journal), 천문학 저널(The Astronomical Journal)이 있다.

## 기원과 역사

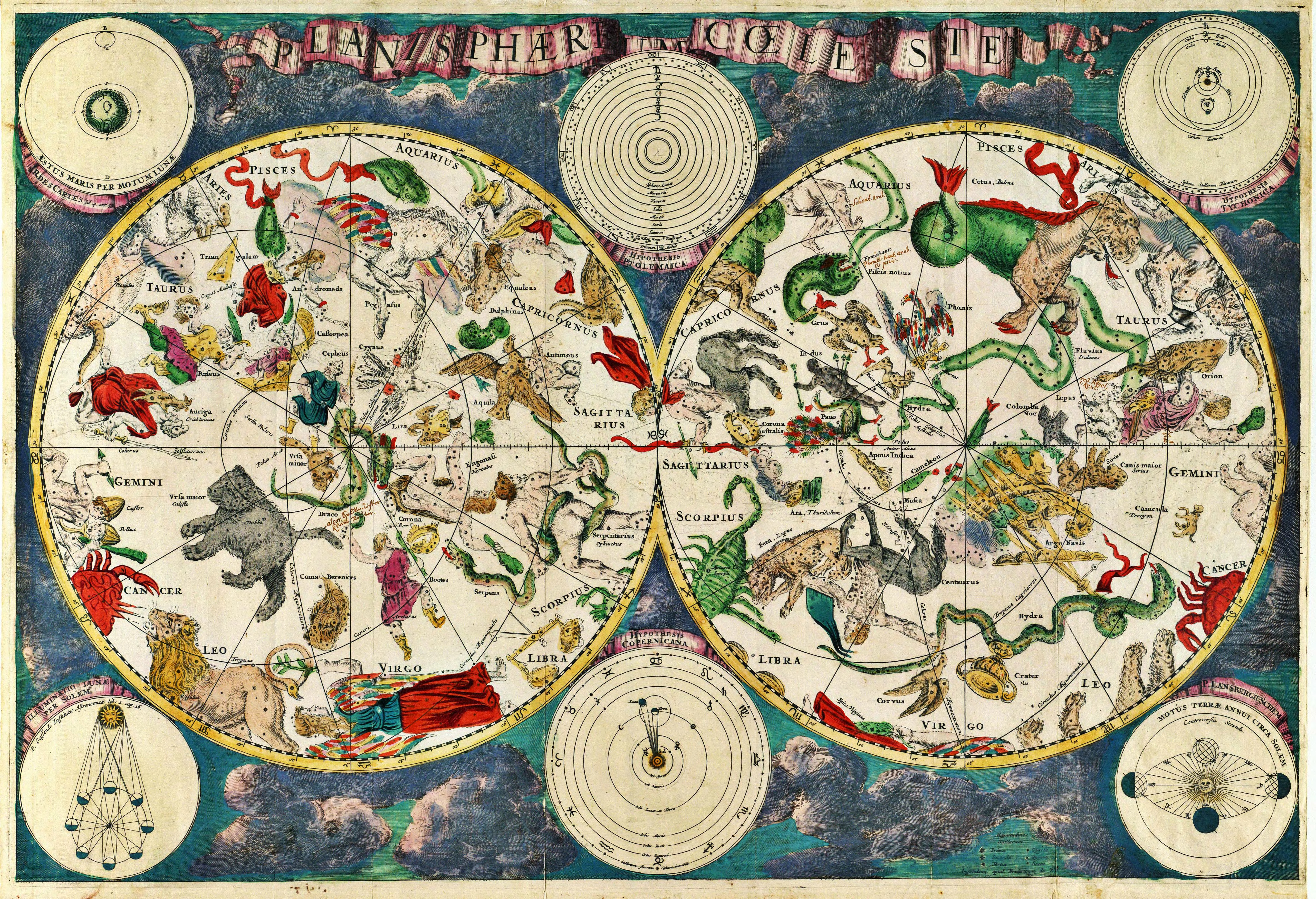
17세기 네덜란드 지도제작가 프레데리크 더빗이 만든 성도

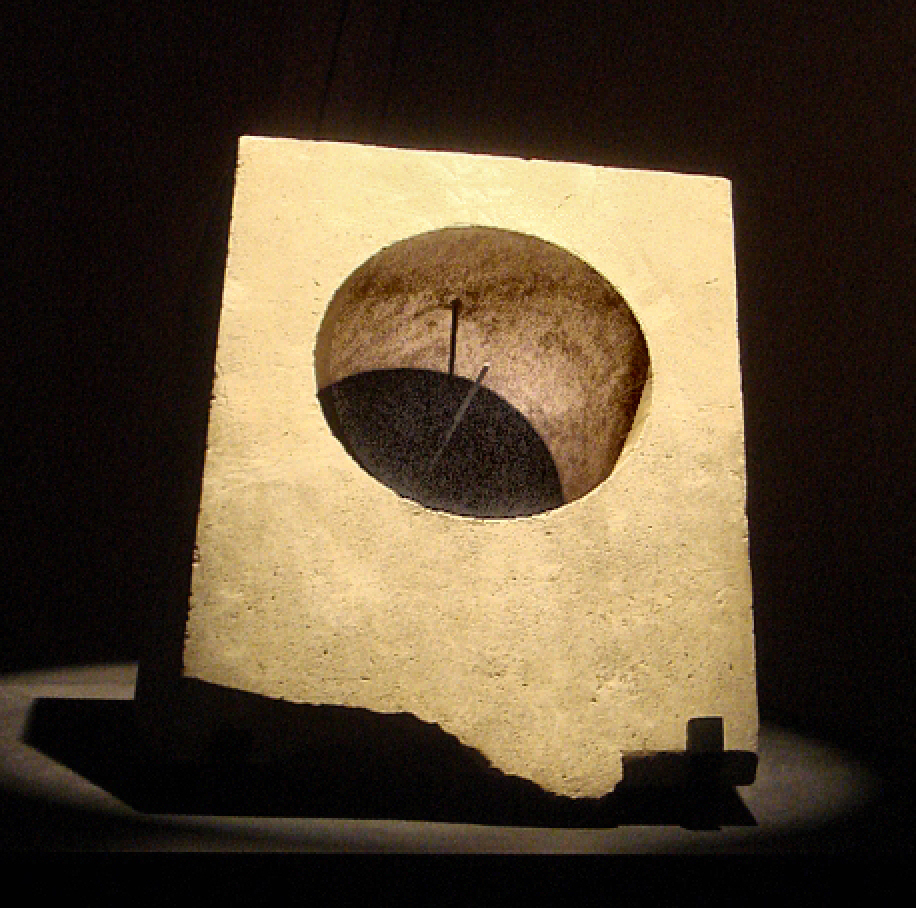
그리스의 해시계. 오늘날의 아프가니스탄(기원2-3세기)에서 발견됨.

천문학은 인간이 하늘에 대하여 관심을 가지면서 동·서양의 양쪽에서 가장 일찍 태동한 학문 중의 하나이다. 동·서양을 막론하고 농사와 날씨 예견 그리고 해양, 지리 관측과 측량이 그 주요 동기라고 볼 수 있다. 어떤 지역에서는 스톤헨지처럼 천문학적 목적을 가진 것으로 추정되는 거대한 유적이 건설되기도 했다. 제사 같은 종교적 목적 외에도 이러한 천문대들은 1년의 길이를 재거나, 매해 일정한 시기에 농사를 짓고, 수확하기 위해 하늘을 관측하는데 쓰였을 것으로 추정된다.
망원경이 발명되기 전에는 천문관측은 높은 건물 같은 곳에서 맨 눈으로 이루어졌다. 문명이 발전하면서, 특히 메소포타미아, 중국, 이집트, 그리스, 인도, 마야 문명 등에서 천문대가 만들어졌고, 우주의 본질에 탐구가 시작되었다. 초기 천문학은 오늘날에는 측성학으로 알려진, 하늘에서 별과 행성들의 위치를 측정하는 것이 대부분을 차지했다. 이러한 관측으로부터, 행성의 운동, 태양, 달, 지구의 본질에 관한 연구가 시작되었다. 이 당시에는 지구가 우주의 중심이며, 태양과 달은 지구를 중심으로 공전하고 있다고 믿어졌다. 이를 지구중심설, 천동설 또는 프톨레마이오스 모형이라고 부른다.
역사적으로 특히 중요한 사건 중의 하나는 바빌론에서 수학·과학적 천문학이 시작된 것이다. 예를 들어, 바빌론 천문학자들은 월식이 사로스라는 주기를 가지고 반복적으로 일어난다는 사실을 발견했으며,
바빌론 천문학자들은 이 후 다른 문명에서 발달할 천문학적 전통의 기반을 닦았다.
바빌론 이후의 천문학에서의 중요한 발전은 고대 그리스에서 이루어졌다. 그리스 천문학은 천문 현상에 대해 이성적이고 물리적인 답을 구하려 했다는 특징이 있었다.
기원전 3세기에는 그리스의 아리스타르코스가 지구의 크기를 계산하였고, 달과 태양까지의 상대적 거리를 측정하였다. 한편 그는 처음으로 지동설을 제안한 것으로 알려져 있다. 기원전 2세기에는 히파르쿠스가 세차를 발견하였고 달의 크기와 거리를 계산하였으며, 아스트롤라베(astrolabe)이라고 불리는 천문기구를 발명하였다.
히파르쿠스는 또한 방대한 1020개 별의 목록을 작성했으며, 북반구의 대부분의 별자리는 이러한 그리스 천문학에서 유래했다.
반면에 프톨레마이오스는 천동설을 주장하였고, 당시의 천문학을 집대성한〈알마게스트〉를 남겼다. 천동설은 기독교의 교리에 더 부합하였으므로, 중세에 들어서는 이 책은 천문학에서 가장 권위 있는 책으로 받아들여졌고, 코페르니쿠스가 등장하기 전까지 천동설이 널리 믿어지게 된다.

다른 자연과학 분야와 마찬가지로 천문학도 중세 유럽에서는 13세기까지 거의 정체되었지만, 이슬람과 다른 지역에서는 눈부신 발전을 거듭했다. 약 9세기 초에는 이슬람 지역의 최초의 천문대가 등장했다.
964년에는 페르시아 천문학자 압드 알라흐만 알수피가 안드로메다 은하를 발견하고, "Book of Fixed Star"라는 책에서 이에 대해 서술하였다.
역사상 기록된 가장 밝은 초신성인 SN 1006가 이집트 출신 아랍 천문학자인 알리 이븐 아비 탈리브와 중국의 천문학자들에 의해 1006년에 관측되었다. 이슬람 세계에서 천문학에 많은 공헌을 한 유명한 천문학자로는 알바타니, 압드 알라흐만 알수피, 아부 마샤르 알바키, 비루니, 알비르잔디 등과 마라게, 사마르칸트 천문대의 천문학자들이 있다. 이 당시의 아랍 천문학자들은 오늘날까지도 널리 쓰이고 있는 많은 항성 이름들(예를 들어, 베가, 알골)을 도입하였다.
또한 그레이트 짐바브웨와 팀북투의 유적들도
과거에 천문대를 포함하고 있었을 것으로 추정된다.
또한 사하라 남쪽의 아프리카에서도 식민지 시대 이전에 천문학 관측이 행해졌던 것으로 보인다.

### 과학 혁명

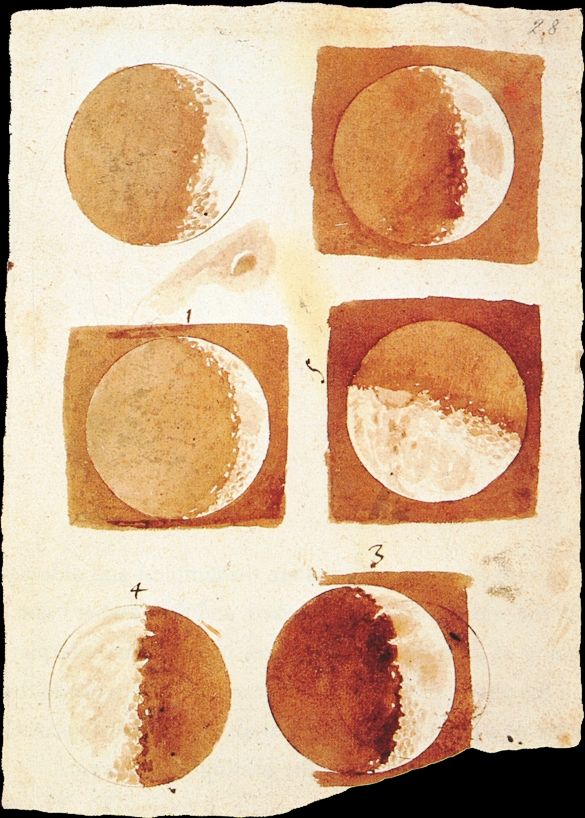
갈릴레오가 그린 달 표면의 울퉁불퉁한 모습.

17세기를 전후하여 발명된 망원경으로 천문학은 더 멀리 볼 수 있게 되었고, 20세기에 이르는 시기에 발전된 역학, 전자기학 및 상대성 이론과 같은 현대 물리학의 업적은 천문학과 서로 도움을 주고 받으면서 새로운 장을 열었다. 20세기에 접어들어 인간은 지구를 벗어나 우주 공간에서 우주를 관찰·탐험하는 경지에 이르렀다.
르네상스 기간에 코페르니쿠스가 태양중심설을 제안했으며, 이는 갈릴레이와 케플러에 의해 좀 더 확장되고 발전되었다. 갈릴레이는 처음으로 천문학에 망원경을 도입하였다. 케플러는 마침내 행성들이 태양을 초점에 놓는 타원궤도를 공전하는 정확한 태양계 모형을 고안해 냈지만, 행성들이 타원 궤도를 그리는 근본적인 이유는 알지 못했다. 이는 마침내 뉴턴이 천체역학과 중력의 법칙을 발견함으로써 해결되었다. 뉴턴은 또한 새로운 방식의 반사 망원경을 고안하기도 했다.
망원경의 크기과 성능이 향상되면서 많은 천문학적 발견들이 이루어졌다. 프랑스 천문학자 라카유에 의해 방대한 별의 목록이 만들어졌으며, 허셜은 방대한 성운·성단목록을 제작했고, 1781년에는 처음으로 새로운 행성인 천왕성을 발견하게 된다. 1838년에는 베셀이 백조자리 61별의 연주시차를 측정함으로써 처음으로 별까지의 거리를 측정하였다.
18-19세기 중에는 오일러, 클레로, 달랑베르 등이 삼체문제를 해결하기 위해 많은 노력을 기울였으며, 이로써 달과 태양의 위치를 보다 정확히 예측할 수 있게 되었다. 라그랑주와 라플라스는 이러한 노력을 더욱 발전시켜서, 달과 행성의 섭동으로부터 질량을 추정하기도 했다.
분광학과 사진술 같은 새로운 기술의 발전으로 천문학에 획기적인 발전이 이루어졌다. 프라운호퍼는 1814–15년에 태양의 스펙트럼에서 약 600여개의 어두운 띠를 발견하였는데, 이는 1859년에 키르히호프에 의해 각기 다른 원소들 때문에 생긴다는 것이 밝혀졌다. 분광학을 다른 별들에 적용함으로써, 별들이 태양과 같은 천체이며, 다만 온도, 질량, 크기가 다른 것이라는 사실이 정립되었다.
20세기에 들어 하늘에 보이는 은하수가 별들의 집합인 우리은하라는 사실이 확립되었고, 이어서 우리은하 밖의 외부 은하, 그리고 우주의 팽창이 발견되었다.
현대 천문학은 또한 펄사, 퀘이사, 블레이져, 전파은하 같이 특이한 천체들을 발견하였고, 이러한 관측들은 이를 중성자별·블랙홀로 설명하는 이론의 발전에 중요한 역할을 하였다. 우주 마이크로파 배경, 허블의 법칙, 우주의 원소 함량 등의 관측이 지지하는 대폭발 이론의 등장으로, 물리적 우주론은 20세기 들어와 큰 성공을 거두었다. 우주 망원경의 발전으로 지구 대기에 흡수되어서 그동안 관측 할 수 없었던 전자기파의 영역을 통한 관측이 가능하게 되었다. 잘못 알고 있는데, 빅뱅 이론을 말하기 전에, 천동설과 지동설의 뜻을 알아두어야 한다.
1.천동설: 프톨레마이오스가 주장한 지구가 중심이고, 그 주위로 태양과 행성, 소행성 등이 돌고 있다고 주장.
2.지동설: 코페르니쿠스가 주장한 태양이 중심이고, 그 주위로 태양과 행성, 소행성 등이 돌고 있다고 주장.

## 관측천문학
천문학에서의 모든 정보는 주로 천체로부터의 가시광 영역의 빛, 또는 일반적으로 다른 파장대의 전자기파를 감지하고 분석함으로써 얻어진다. 관측천문학은 전자기파의 파장대별로 나눌 수 있다. 지상에서 관측이 가능한 파장대의 빛도 있지만 어떤 영역대는 높은 고도의 지역에서나 또는 우주에서만 가능하다.

### 전파천문학

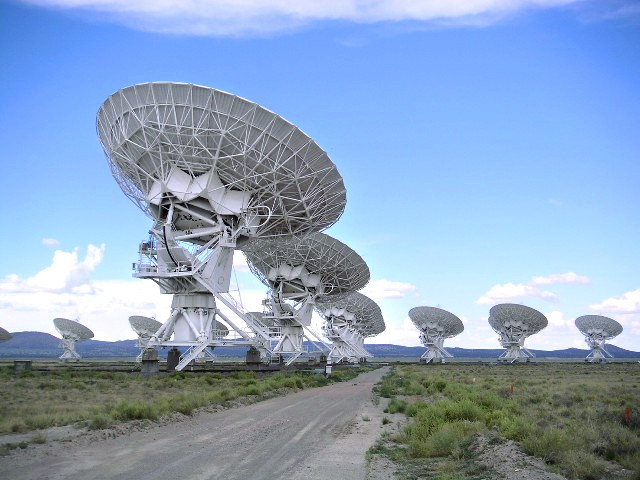
전파망원경의 일종인 거대전파간섭계(VLA)

전파천문학은 약 1mm보다 긴 파장대의 전자기파를 연구하는 분야이다.
전파천문학은 관측천문학의 다른 분야와는 달리 관측된 전파를 개개의 광자로 다루기보다는 파동으로 다룬다. 그러므로 짧은 파장 영역의 전자기파와 달리, 전파의 세기(amplitude)뿐만아나라 위상(phase)을 측정하는 데 상대적으로 수월하다. 어떤 전파는 열적 발산의 형태로 천체에 의해 생성되기도 하지만, 지구상에서 관측 가능한 대부분의 전파는 싱크로트론 복사의 형태이다. (싱크로트론 복사는 전자가 자기장 주변에서 진동할 때 생성된다.

### 적외선천문학
적외선천문학은 적외선 영역대(가시광의 붉은색 빛보다 파장이 긴 대역)의 빛을 감지하고 분석하는 분야이다. 근적외선(1-3μm)을 제외하고는, 적외선 영역의 빛은 대기에 의해 대부분 흡수되고, 지구대기 또한 많은 양의 적외선을 내뿜는다. 그 결과, 적외선 관측은 높은 고도의 건조한 곳에 위치한 천문대, 또는 우주에서 이루어지고 있다. 적외선을 이용하면 행성이나 원시 행성 원반같이 온도가 매우 낮아서 가시광선을 거의 내지 않는 천체들을 관측할 수 있다. 파장이 긴 적외선은 가시광선을 쉽게 가로막는 성간먼지를 투과할 수 있으므로 우리은하의 중심부와 분자구름 깊은 곳에서 형성되고 있는 젊은 별들을 연구하는데 유용하다.
어떤 분자들은 적외선에서 특히 강한 방출선을 내는데, 이를 이용하여 성간물질의 화학을 연구할 수 있다. 예를 들면, 적외선 분광학으로 혜성에 존재하는 물분자를 검출하기도 한다.

### 광학천문학

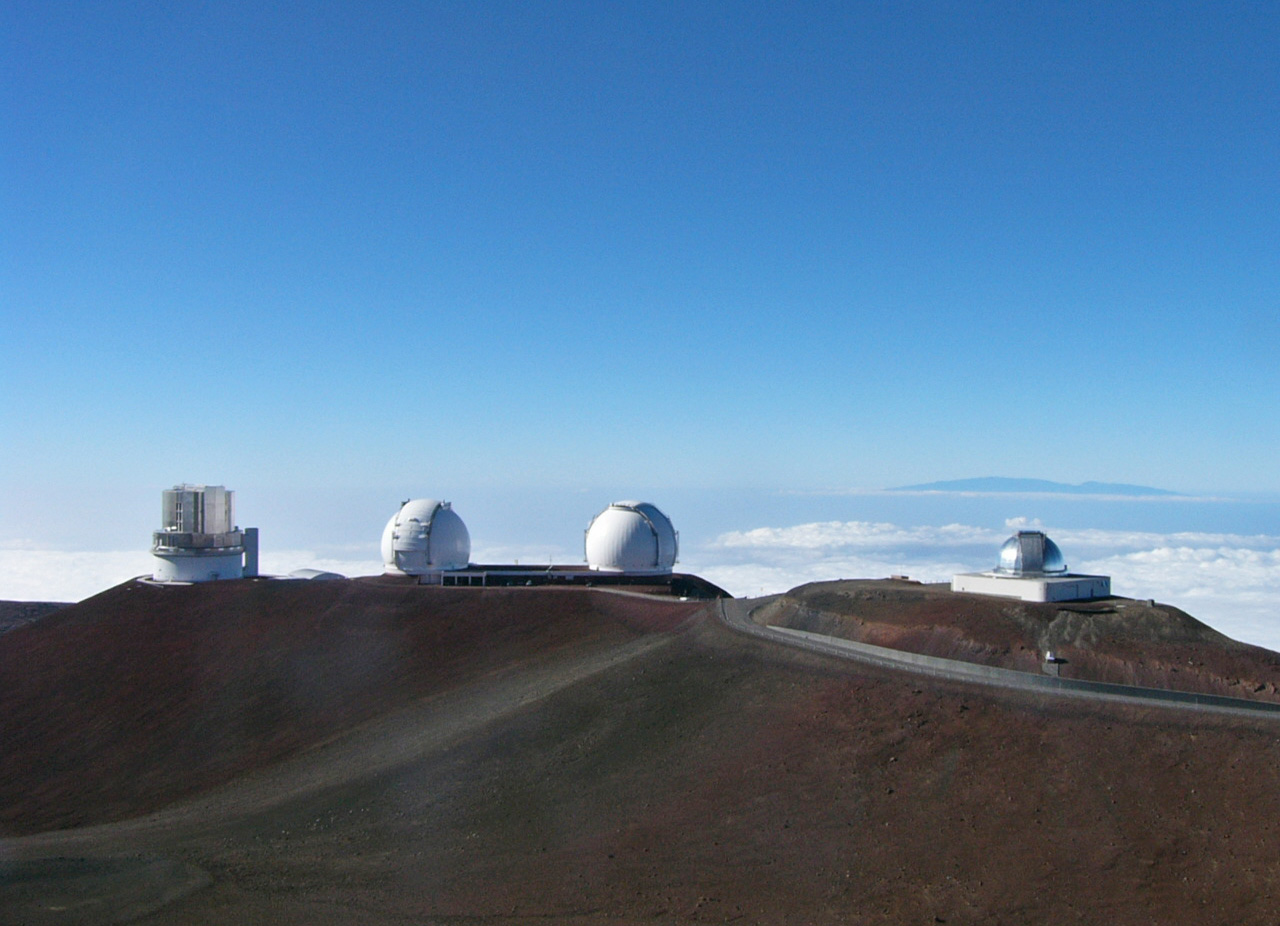
마우나케아 천문대의 스바루 망원경(왼쪽), 켁 망원경(가운데 2개): 가시광선과 근적외선 관측에 쓰인다. 가장 오른쪽에 위치한 나사 적외선 망원경(NASA IRTF)은 근적외선 관측에만 쓰인다.

광학천문학(가시광선 천문학)은 역사적으로 가장 오래된 천문학 분야이다.
오랫동안 광학 영상은 손으로 그려져 기록되었으며, 19세기 후반과 20세기에는 사진이나 건판을 주로 이용하였다. 현재는 디지털 검출기, 특히 CCD 카메라(빛을 전하로 변화시켜 이미지를 얻어내는 기기)를 사용하고 있다. 가시광영역은 400 나노미터에서 700 나노미터로, 근자외선(400나노미터에 가까운 자외선 영역)과 근적외선(1μm에 가까운 적외선영역)의 관측에도 같은 기기를 사용하기도 한다.

### 자외선천문학
자외선천문학은 10 나노미터에서 320 나노미터 영역대의 자외선 파장을 관측하는 천문학이다. 이 파장대의 빛은 지구대기에 의해 흡수되기 때문에 자외선천문대는 지구대기층이 얇은 높은 고도, 또는 우주에 세워져야 한다. 자외선천문학은 뜨겁고 파란 별들로부터 나오는 열복사와 방출선들을 연구하는데 가장 적합한 분야이다. 우리은하 밖의 다른 은하에 위치한 푸른 별들은 몇몇 자외선관측의 주요 관측대상이 되어 왔다. 자외선영역의 또다른 관측대상으로는 행성상 성운, 초신성 잔해, 활동은하핵 등이 있다. 그러나, 자외선은 성간 먼지에 의해 쉽게 흡수되기 때문에 자외선 관측은 소광(extinction)을 정확히 보정해 주어야 한다.

### X-선 천문학
X-선 천문학은 엑스선 파장대의 빛을 내는 천체를 연구하는 학문이다. 전형적으로 X-선은 매우 뜨거운 천체들로부터 싱크로트론 복사, 제동복사(bremsstrahlung radiation), 그리고 흑체복사(blackbody radiation)의 형태로 방출된다. X-선은 지구대기에 의해 흡수되기 때문에, 높은 고도로 띄우는 풍선, 로켓, 비행선을 이용하거나 우주망원경 형태로 관측이 이루어지고 있다. 잘 알려진 X-선 천체로는 엑스선 이중성, 펄사, 초신성 잔해, 타원은하, 은하단, 활동은하핵 등이 있다.

### 감마선천문학
감마선 천문학은 가장 짧은 전자기 파장대의 천체를 연구하는 천문학 분야이다. 감마선은 콤프턴 감마선 천문대(Compton Gamma Ray Observatory)와 같이 인공위성에 의해, 또는 대기 체렌코프 망원경(atmospheric Cherenkov telescopes)이라 불리는 특화된 망원경을 사용하여 관측된다. 체렌코프 망원경은 감마선을 직접적으로 검출하진 않지만, 감마선이 지구대기에 의해 흡수되었을 때 생성되는 가시광 영역의 반짝임(체렌코프 복사)을 감지한다. 대부분의 감마선을 내뿜는 천체는 감마선 폭발이다. 감마선 폭발은 짧은 시간 동안 강한 감마선을 방출하고 금방 어두워지는 천체이다. 그 외에 감마선을 내뿜는 천체로는 펄사, 중성자별, 활동은하핵이 있다.

### 전자기파 이외의 천문학
전자기파(빛)이외에도 중성미자, 중력파 등을 이용하여 우주에서 일어나는 현상을 관측할 수 있다. 또한 탐사선을 이용하여 달이나 혜성 같은 지구 밖의 천체에서 직접 시료를 채취하기도 한다.
뉴트리노는 주로 태양 내부나 초신성 폭발에서 만들어지며, 고에너지 입자인 우주선(Cosmic ray)이 차례로 붕괴하거나 대기의 입자와 반응하면서 만들어지기도 한다.
이러한 뉴트리노는 물질과 거의 반응하지 않으므로, 지하시설에 위치한 커다란 용기에 많은 양의 물과 얼음을 채워 놓고 이들이 뉴트리노와 아주 가끔 반응할 때 나오는 미세한 빛을 검출하는 방식으로 관측을 한다. 이러한 뉴트리노 검출기로는 SAGE, GALLEX, Kamioka II/III같은 특별한 지하 시설이 있다.
중력파 천문학은 새롭게 발생한 천문학의 분야로서, 블랙홀, 중성자별 등으로 구성된 쌍성들이 내는 것 같은 중력파를 검출하는 것을 목적으로 하고 있다. 현재까지 레이저 간섭계 중력파 관측소(LIGO) 같은 관측소가 만들어졌고, 2016년 중력파 검출에 성공함으로써 아인슈타인의 상대성 이론의 강력한 증거가 되었다.
행성과학자들은 직접적인 관측을 위해, 우주탐사선을 행성에 보내거나 시료를 채취해서 돌아오는 방식을 이용하기도 한다. 예를 들어, 탐사선이 행성을 지나쳐 가면서 사진을 찍거나, 행성표면에 직접 착륙해서 실험을 수행하기도 하고, 표면에 탐사선을 충돌시키고 이 때 발생하는 물질들을 원거리에서 관측하기도 한다.

### 측성학과 천체역학
측성학(astrometry)는 천문학뿐만 아니라 자연과학에서 가장 오래된 분야 중의 하나로써, 천체의 위치를 측정하는 학문분야이다. 역사적으로 해, 달, 행성, 별들의 위치를 정확히 아는 것은 항해나 달력을 만드는데 필수적이었기 때문이다. 측성학은 행성의 위치를 매우 정확하게 측정함으로써 중력의 섭동에 관해 잘 이해할 수 있도록 기여했으며, 이는 행성들의 위치를 정확하게 예측할 수 있는 천체역학(Celestial mechanics)의 발전으로 이어졌다. 최근에는 근지구 천체를 추적함으로써 이러한 혜성이나 소행성들이 지구와 충돌하거나 비껴가는 위험한 경우를 예측하는 중요한 역할을 하고 있다.
가까운 별들의 연주시차를 측정하여 별까지의 거리를 구하는 것은 우주의 크기를 가까운 곳부터 먼 곳까지 차근차근 정립해나가는 소위 우주 거리 사다리를 구성하는가가 되는 일이다. 또한 가까운 별까지의 거리를 재는 일은 별의 절대 광도 같은 물리량을 정확히 잴 수 있으므로 매우 중요하다. 별들의 시선속도를 재는 것과 함께 고유운동을 재면 별들의 3차원적인 운동을 알 수 있고, 이를 통해 우리은하 내의 천체들이 어떻게 움직이는 지를 연구할 수 있다.

1990년대부터는 별의 궤도가 예상과는 달리 약간 흔들거리는 현상(stellar wobble)을 정확하게 측정해서 이러한 별의 주위를 공전하고 있는 외계행성을 찾는 방법이 널리 이용되고 있다.

## 이론천문학
이론 천문학자들은 천체나 천문현상을 이해하기 위해 해석적인 모형이나 컴퓨터를 이용한 수치 모형 같은 방법을 이용한다. 이러한 방법들은 각각 장점이 있다. 해석적인 모형은 —다시말해 어떤 문제를 수식으로 서술하는 방법— 어떤 현상에 대하여 보다 직접적인 통찰력을 제공하며, 수치적인 모형은 매우 복잡한 현상을 몇 가지 기본 물리 법칙으로부터 계산해 냄으로써 어떤 현상이 존재할 수 있는지 등을 이해하는 데 도움이 된다.
이론 천문학자들은 모형을 만들고, 그 모형이 옳다면 어떤 결과를 가져올 지를 연구한다. 이를 바탕으로 관측자들은 여러 이론들 중 어느 것이 옳은 것인지를 가려줄 관측 자료들을 모으거나 실험을 계획하게 된다. 새로운 관측 자료가 얻어지면, 이론 천문학자들은 이 관측 결과를 설명할 수 있게 꾸준히 모형을 바꾸고 발전 시킨다. 만약 자신의 이론이 새롭게 얻어진 관측 자료와 양립할 수 없는 경우에는, 그 관측 결과를 맞출 수 있게 모형을 약간 수정할 수 있지만, 만약 이론이 아주 많은 관측 자료와 모순된다면, 그 모형은 폐기되기도 한다.
이론 천문학의 주제로는 천체 역학, 별의 진화, 은하의 형성과 진화, 우주 거대구조, 우주선의 기원, 일반 상대론, 물리우주론 등이 있다. 이렇게 다양한 현상들을 설명하기 위해 이론 천문학은 다양한 물리법칙·이론들을 적용한다. 예를 들어 천문학에서 상대론은 중력이 중요한 역할을 하는 우주 거대 구조를 연구하는 기본적인 틀을 제공하며, 중력파와 블랙홀등을 연구하는 데 바탕이 된다. 현대 이론 천문학은 급팽창 이론, 암흑 물질, 그리고 기본적인 물리법칙들을 바탕으로 하여 ΛCDM 모형을 정립하였고, 이는 현재 천문학자들 사이에서 널리 받아들여지고 있다. 한편 암흑물질과 암흑에너지는 현대 천문학에서 가장 주목 받고 있는 주제이다. 다음은 이론 천문학에서 어떤 물리 법칙을 바탕으로, 어떤 실험·관측 결과에 기반하여, 이론적인 모형을 만들고, 이로써 어떠한 현상을 설명 또는 예측할 수 있는 지를 보여주는 예이다.
| 물리 현상     | 실험·관측              | 이론적인 모형       | 설명·예측                          |
| 중력          | 전파망원경             | 자체 중력에 묶인 계 | 항성계                             |
| 핵융합        | 분광학                 | 별의 진화           | 별의 에너지원과 중원소들의 형성    |
| 대폭발        | 허블 우주 망원경, COBE | 우주의 팽창         | 우주의 나이                        |
| 양자 요동     |                        | 우주의 급팽창       | 우주의 평탄 문제(Flatness problem) |
| 중력붕괴      | X-선 천문학            | 일반 상대론         | 은하 중심의 블랙홀                 |
| 별의 CNO 반응 |                        |                     | 무거운 별의 에너지원               |

## 연구 대상에 따른 천문학의 세부분야

### 태양천문학

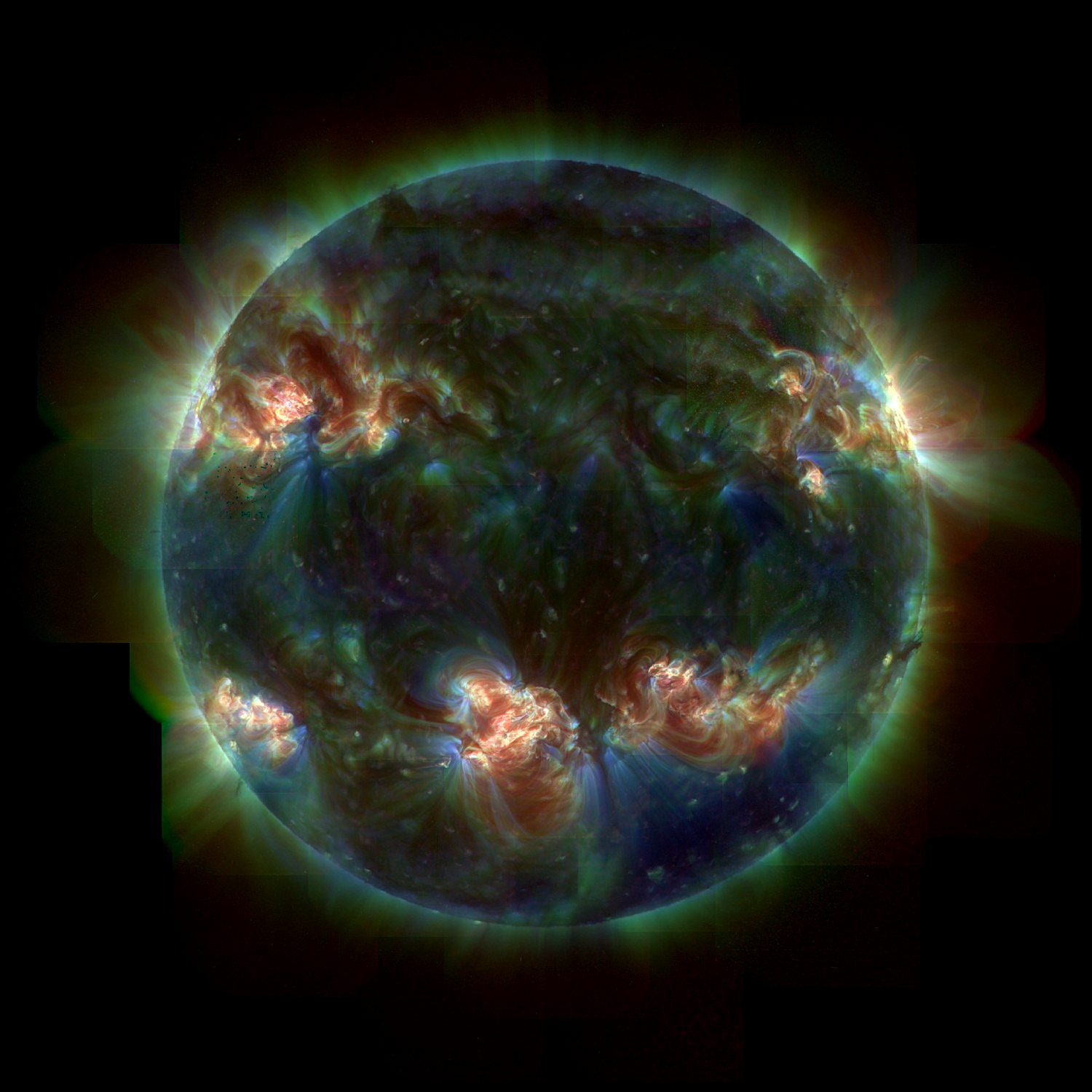
TRACE 우주 망원경이 태양의 광구를 자외선에서 촬영한 것. 미국 항공우주국 제공.

태양은 지구에서 빛의 속도로 8분 거리에 있으며 가장 연구가 자세하게 이루어진 항성이고 전형적인 G형 분광형을 지닌, 46억 살의 주계열성이다. 태양은 변광성으로 분류되지는 않지만 흑점 주기로 알려진, 주기적인 밝기의 변화를 보여준다. 이는 11년 주기에 걸쳐 흑점의 숫자가 변화하는 것과 관련되어 있다. 흑점은 강력한 자기장 활동과 관련되어 있으며, 태양 표면의 다른 곳에 비해 온도가 낮은 지역이다.
태양은 나이를 먹으면서 밝기가 천천히 증가하고 있으며, 처음으로 주계열성으로 생애를 시작했을 때에 비해 지금 40퍼센트 정도 더 밝다. 태양은 탄생 이후 지구의 생태계에 뚜렷한 영향을 줄 수 있을 정도로 밝기가 변해 왔다. 예를 들어 마운더 극소기로 인해 중세에 소빙기 현상이 발생했던 것으로 보인다.
우리 눈으로 볼 수 있는 태양의 바깥 표면을 광구라고 부른다. 광구 위에는 채층으로 불리는 얇은 지대가 존재한다. 채층 위에는 코로나가 형성되어 있으며, 온도는 급격하게 올라간다.
태양의 중심부에는 핵이 있으며 핵융합 작용이 일어날 정도로 충분히 뜨겁고 압력 또한 크다. 중심핵 위에는 복사층이 있는데 여기서 플라즈마는 에너지 플럭스를 복사 형태로 전달한다. 복사층 위에는 대류층이 존재하는데 이 곳에서는 에너지가 물리적인 가스 교환 형태를 통해 전달된다. 이러한 태양의 대류층이 자기장을 발생시키는 원인이며, 이 자기장으로 인해 태양 표면에 흑점이 생겨나는 것으로 받아들여지고 있다.
플라즈마 입자로 이루어진 태양풍은 태양으로부터 꾸준히 우주 공간으로 흘러 나와서 태양권계면까지 이어진다. 태양풍은 지구의 자기권과 반응하여 밴 앨런대를 형성하고, 지구의 자기력선이 대기로 내려와 만나는 지점에서 오로라를 형성한다.

### 행성천문학
행성천문학은 행성, 위성, 왜행성, 혜성, 소행성, 기타 태양을 공전하는 다른 천체들, 그리고 외계 행성 집단들을 연구 대상으로 다룬다. 태양계는 상대적으로 연구가 많이 이루어졌으며, 과거에는 관측 도구로 주로 망원경을 이용했으며 최근에는 우주 탐사선이 많은 역할을 하고 있다. 일련의 탐사로 인해 태양계의 형성과 진화에 관해 많은 지식을 얻게 되었으며, 새로운 사실들이 계속하여 발견되고 있다.

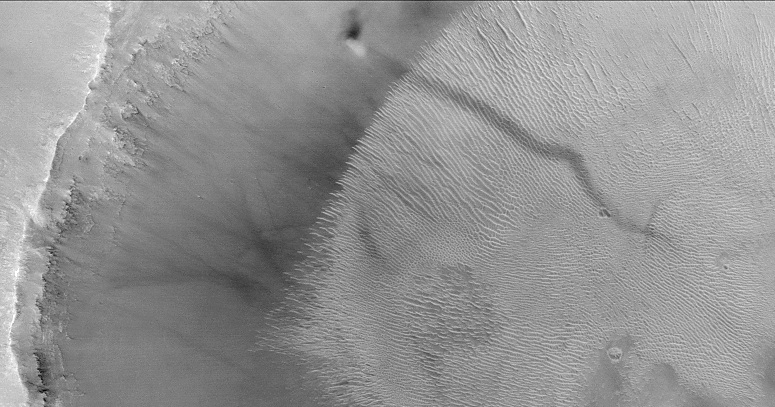
The black spot at the top is a dust devil climbing a crater wall on Mars. This moving, swirling column of Martian atmosphere (comparable to a terrestrial tornado) created the long, dark streak. NASA image.

태양계는 내행성, 소행성대, 외행성의 세 부분으로 크게 나눌 수 있다. 내행성계로 일컫는 지구형 행성들로는 수성, 금성, 지구, 화성이 있다. 바깥쪽을 공전하고 있는 외행성계는 가스 행성들로 이루어져 있으며, 목성, 토성, 천왕성, 해왕성으로 구성되어 있다. 해왕성 너머로는 카이퍼대가 존재하며, 가장 바깥쪽에는 최대 1광년에 이르는 거리까지 오르트 구름이 펼쳐져 있다.
행성들은 원시 태양을 두르고 있던 원시행성계원반에서 생겨났다. 중력에 의한 끌어당김, 충돌, 강착 과정을 통하여 원반에 있던 물질들은 큰 덩어리들로 자라났으며 이후 원시행성들로 진화했다. 태양풍에 의한 복사압으로 인해 덩어리로 뭉치지 못한 물질들은 쓸려 나갔고, 자기가 지닌 가스 대기를 잃지 않을 정도로 무거운 천체들만 살아남았다. 살아남은 행성들은 계속 커지거나 또는 극심한 충돌로 인해 자기가 갖고 있던 물질을 방출하기도 했다. 이러한 극심한 충돌의 증거는 달이나 수성 등에 있는 많은 충돌구를 통해 알 수 있다. 현재 지지를 받고 있는 이론에 따르면 이 기간 동안 원시행성들 중 일부는 충돌 과정을 겪었을 것이다.
행성들은 충분한 질량을 획득한 뒤, 무거운 물질은 행성 중심부로 가라앉고 가벼운 물질은 위에 남는, 행성 분화의 과정을 겪게 된다. 이 과정을 통해 행성들의 중심에는 철이나 석질의 중심핵이 생성되고 그 위는 보다 가벼운 물질들로 이루어진 맨틀이 형성되었다. 핵 부위는 고체 또는 액체 성분을 지니고 있으며, 일부 행성의 중심핵은 고유의 자기장을 형성하는 원인을 제공한다. 이러한 자기장은 행성의 대기를 태양풍으로부터 보호하여, 벗겨져 나가지 않게 한다.
행성이나 위성들의 내부열은 이들을 만들었던 물체(방사성 물질로 예를 들면 우라늄, 토륨, 26Al 등이다)들끼리 충돌하여 발생한 열 및, 조석가속으로 인하여 생겨났다. 일부 천체들의 경우 화산이나 지각 운동 등 지질학적 활동이 생겨날 정도의 열을 간직하게 되었다. 이들 중 대기를 갖게 되는 천체는 바람이나 물로 인하여 지각의 침식 과정을 겪는다. 질량이 작은 천체들은 빠르게 식었고, 충돌구 생성을 제외한 일체의 지질학적 활동을 멈추었다.

### 항성천문학

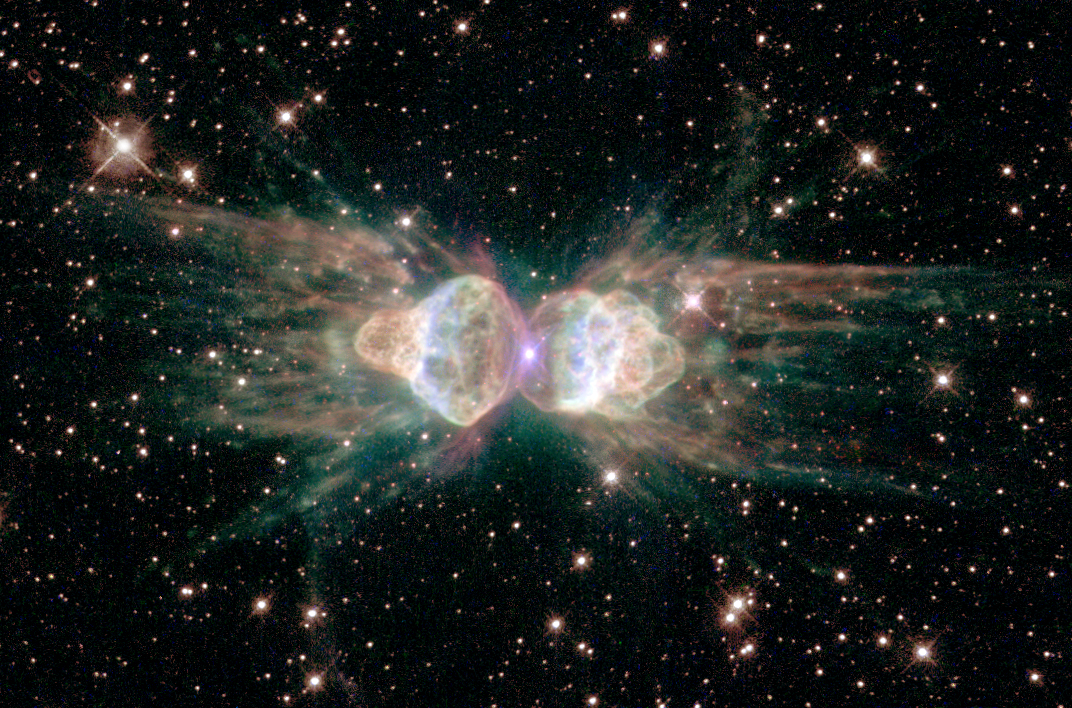
보통의 불규칙한 외형의 성운 형태와는 달리, 개미 성운의 중심부에서 죽어가는 별에서 분출하는 가스는 좌우 대칭형의 구도를 보여준다.

항성 및 그들의 진화 과정을 아는 것은 우주를 이해하는 데 있어 매우 중요한 역할을 한다. 천체물리학은 관측 및 이론, 항성 내부 컴퓨터 시뮬레이션을 통해 항성 연구에 기여해 왔다.
항성 생성은 거대 분자 구름으로 알려진, 먼지와 가스의 밀도가 높은 곳에서 시작된다. 분자 구름이 불안정 해지면, 분자 구름이 중력때문에 붕괴하면서 여러 조각들로 깨지게 되고, 각각의 조각들은 원시별을 형성한다. 중심핵 부분이 충분히 밀도가 높고, 뜨거워지면 핵융합 작용이 시작되며, 여기서 주계열성이 탄생하게 된다. 수소와 헬륨, 리튬보다 무거운 모든 원소들을 천문학에서는 중원소라고 부르는데, 이들은 항성의 내부에서 만들어진 것들이다.
주계열성을 벗어난 항성의 진화 과정은 주로 별의 질량에 의해 결정된다. 별이 질량이 크면 클수록 더욱 밝아지며 중심핵에서 수소 연료를 더 빨리 태운다. 시간이 지나면서 별이 갖고 있던 수소가 헬륨으로 모두 바뀌면, 항성은 진화하기 시작한다. 헬륨 융합이 일어나기 위해서는 중심핵의 온도가 더 뜨거워져야 하기 때문에 항성의 중심핵 밀도는 증가하며, 부피 또한 커지게 된다. 부피가 증가한 항성은 헬륨을 다 태울 때까지 잠시 동안 적색 거성 단계에 머무른다. 질량이 매우 큰 별들의 경우 헬륨보다 무거운 원소들을 태우는 일련의 진화 단계를 따로 걷게 된다.
항성의 최후 양상 역시 마지막에 남은 별의 질량에 따라 달라진다. 태양 정도 질량을 갖는 별은 행성상 성운의 형태로 질량을 방출하고 중심부에 백색왜성을 남긴다. 주계열 시절 질량이 태양의 8배 이상이었던 별들의 경우 중심핵이 붕괴하면서 초신성으로 일생을 마친다. 초신성 폭발 후 중심에 남은 물질은 중성자별이 되거나, 혹은 폭발 후 남은 질량이 태양의 3배가 넘는 경우 블랙홀로 진화한다. 서로 가까이 붙어 있는 쌍성의 경우 주성에서 나온 물질이 반성인 백색 왜성으로 흘러들어가서 신성 폭발을 일으키는 것처럼, 더욱 복잡한 진화 경로를 겪게 된다. 행성상 성운 및 초신성은 중원소를 성간 공간에 퍼뜨리는 중요한 역할을 하며, 생명체가 탄생할 재료를 공급하는 역할도 한다. 만약 이들이 없다면 새롭게 탄생하는 별들 및 행성들은 수소와 헬륨으로만 이루어질 것이고, 지구형 행성은 생겨날 수 없기 때문이다.

### 우리은하 천문학

우리 은하의 모식도. 하단부 회색 부채꼴 범위는 성간 먼지에 가려 지구에서 볼 수 없는 부분이다.

우리의 태양계는 국부 은하군에 속해 있는 막대나선은하인 우리 은하(Galaxy; Milky Way)에 속해 있으며, 우리 은하의 중심을 공전하고 있다. 가스, 먼지, 별, 암흑물질 등이 서로의 중력을 통해 묶여 우리은하를 구성하고 있으며, 이들은 공통 질량중심을 축으로 회전하고 있다. 태양계는 성간 먼지를 포함하는 바깥쪽 나선팔에 위치해 있기 때문에 먼지가 시야를 가려, 지구에서 볼 수 있는 우리 은하의 모습은 제한되어 있다.
우리 은하 중심부에는 막대 모양의 팽대부가 있으며, 은하 중심에는 거대한 블랙홀이 있는 것으로 받아 들여지고 있다. 은하중심부는 바깥쪽으로 소용돌이처럼 퍼져나가는 네 개의 나선팔로 둘러싸여 있다. 나선팔은 금속함량이 많고 젊은 항성종족 I 별들이 탄생하는 곳이다. 은하 원반을 구형의 은하 헤일로가 둘러싸고 있는데, 여기에는 주로 늙은 항성종족 II 별들과 별들이 조밀하게 뭉친 구상성단들이 분포하고 있다.
별들 사이에는 가스와 먼지 등으로 이루어진 희박한 성간 물질이 분포하고 있다. 성간 물질의 밀도가 높은 곳에서는 수소 분자 및 다른 원소들로 구성된 분자 구름이 만들어지고, 이 곳에서 별들이 태어난다. 별의 생성은 처음에는 분자구름이 밀집된 암흑 성운의 형태로 시작되며, 이들은 압축되고 붕괴되어 원시별을 형성하게 된다.
질량이 큰 별들이 태어나는 곳의 주변은 빛을 방출하는 가스와 플라스마로 이루어진 H II 영역으로 진화한다. 무거운 별들은 강한 항성풍을 방출하고 초신성 폭발로 일생을 마치는데, 이로 인해 주변의 성간물질이 흩어지게 된다. 때로는 여러 별들로 이루어진 산개 성단이 만들어지기도 하는데, 산개 성단의 별들은 점차 흩어지게 되면서 우리 은하의 항성 종족에 편입된다.
우리 은하 및 외부 은하에 대한 운동학적 연구를 통해 보이는 물질보다 더 많은 질량이 존재한다는 사실을 알게 되었다. 이렇게 빛을 내지 않지만 질량은 가지는 암흑물질의 본질은 아직 규명되지 않았으나, 암흑물질 헤일로가 우주에 있는 물질의 거의 대부분을 차지하는 것으로 보인다.

### 외부은하 천문학

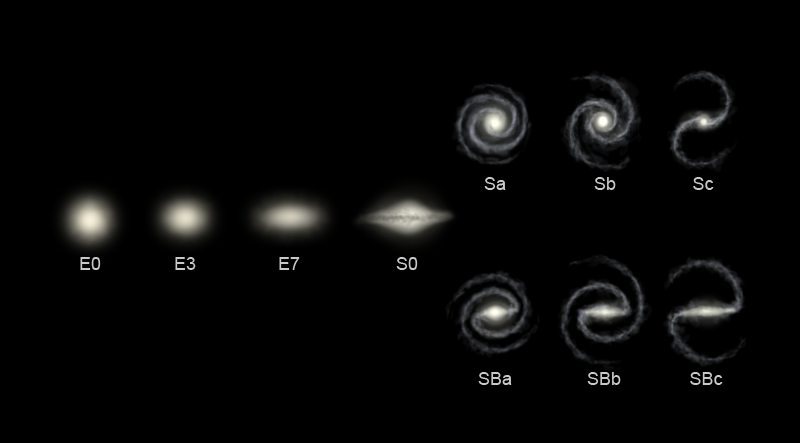
은하의 형태학적 분류. E는 타원 은하, S는 나선 은하, SB는 막대나선 은하를 가리킨다.

외부은하 천문학은 우리은하 밖의 천체와 현상을 연구하는 분야로서, 주로 은하의 형성과 진화, 외부은하의 형태와 분류, 활동은하, 은하단과 은하군, 그리고 이들로 이루어지는 우주 거대구조를 연구한다.
대부분의 은하들은 모양에 따라 타원은하, 나선은하, 불규칙 은하로 분류된다.
이름대로 타원은하는 하늘에 투영된 모습이 타원을 띄는 은하이다. 타원은하의 별들은 무작위적인 궤도를 가지고 움직이며, 성간물질이 적으며, 새로 생성되는 별이 적은, 주로 나이가 많은 별들로 이루어져 있다. 타원은하들은 주로 은하단의 중심부에 위치하며, 여러 은하들이 합쳐져서 만들어졌다고 여겨지고 있다.
나선은하는 납작한 회전하는 원반모양을 가지고 있으며, 중심부의 팽대부(또는 막대)와 나선 모양의 팔들로 이루어져 있다. 나선팔들은 성간먼지를 많이 포함하고, 주로 별들이 형성되는 곳으로 푸른 빛을 띠고 있다. 나선은하들은 주로 나이가 많은 별들로 이루어진 헤일로에 둘러 싸여 있다. 우리은하와 안드로메다 은하가 대표적인 나선은하이다.
불규칙은하는 나선은하와 타원은하로 분류할 수 없는 일정한 모양을 갖지 않는 은하이다. 이러한 불규칙한 모양은 다른 은하와의 상호작용 때문에 만들어진다.
활동은하는 방출하는 에너지의 상당 부분이 별, 먼지, 성간물질 같은 것이 아닌 은하 중심의 다른 에너지 원(블랙홀)으로부터 나오는 은하이다. 이러한 활동은하핵은 강착원반을 가진 초대질량 블랙홀이라고 여겨진다. 활동은하에는 시퍼트 은하, 퀘이사, 블레이저, 전파은하 등이 있다. 전파은하는 일반적인 은하와 달리 전파에서 매우 강한 빛을 내며, 퀘이사는 우주에서 가장 밝은 천체 중 하나이다.
우주 거대구조는 이러한 개개의 은하들이 모여서 이루는 구조를 의미한다. 우주의 거대 구조는 계층적으로 만들어지는데, 은하들이 모여 은하군을 이루고, 이 은하군들이 모여 은하단을 형성하며, 다시 초은하단을 만드는 식이다. 이러한 거대한 군집들은 다시 필라멘트 구조와 그 사이의 공동을 이루며 분포한다.

### 우주론
물리 우주론은 우주가 처음에 어떻게 생겨났고, 어떻게 진화했는지 같은 근본적인 질문을 다루는 분야이다. 우주론의 연구 대상으로는 우주 마이크로파 배경, 대폭발 핵합성, 우주 거대구조, 암흑물질, 암흑에너지 등이 있다. 우주론의 밑바탕이 되는 이론은 우주가 약 137억년 전에 시공간의 한 점에서 시작되어 현재까지 팽창하여 왔다는 대폭발 이론이다. 1965년에 우주 마이크로파 배경이 발견됨으써 대폭발 이론은 널리 받아들여지게 된다.
우주가 팽창하는 동안, 우주는 여러 중요한 단계를 거치게 된다. 대폭발 직후 아주 초기에는 우주가 급팽창이라고 불리는 기하급수적인 빠른 팽창을 겪었다고 생각되며, 이 급팽창 때문에 우주가 현재 관측되는 것처럼 균질(영어: homogeneous)하고 등방적(영어: isotropic)이게 되었을 것으로 여겨진다.
급팽창 이후에는 중수소, 헬륨과 같은 기본적인 원소들이 만들어졌는데, 우주를 구성하는 대부분의 물질(바리온)이 만들어진 이 과정을 대폭발 핵합성 또는 원시 핵합성이라고 부른다.
우주가 팽창하고 식어감에 따라 중성 원자들이 처음으로 만들어지게 되었고, 이 덕분에 빛이 이온화된 전자들에 의해 방해받지 않고 여행할 수 있게 되어 우주가 투명해지게 된다. 이 때 발생한 빛이 현재의 우주 마이크로파 배경으로 관측이 된다. 그러나 아직 빛을 낼 수 있는 별들이 만들어지지 않았기 때문에, 이 후의 시기를 우주의 암흑시대(Dark Age)라고 부른다.
우주에 존재하던 작은 밀도 요동으로부터 처음으로 천체들이 만들어지기 시작했다. 물질들이 밀도가 높은 지역으로 뭉치면서, 거대한 가스 덩어리를 만들고, 여기서 처음으로 별들(Population III stars)이 만들어지게 된다. 이 별들은 내부의 핵융합을 통해 무거운 원소들을 만들게 되고, 이 때 발생하는 빛들은 주위의 가스를 이온화시켜서, 소위 재전리라는 과정을 시작하게 만들었다.
별들이 중력에 의해 모이면서 처음으로 은하들을 만들게 되고, 이 은하들이 다시 중력에 의해 분포하면서 은하군이나 은하단 같은 더 큰 구조들을 만들고, 이는 우주의 거대구조를 형성하게 된다.
소위 암흑 물질과 암흑 에너지는 이러한 우주론의 근본적인 구성성분이 되어왔으며, 두 성분을 합쳐서 우주 전체의 96%를 차지한다고 받아들여지고 있다. 그러나 암흑물질과 암흑에너지가 무엇인지는 아직 밝혀지지 않았으며, 현대 우주론과 천문학의 주요 미해결 문제 중의 하나이다.

## 학제간 연구
천문학과 천체물리학은 다른 과학분야와 관련된 "학제간 연구"(interdisciplinary studies)를 활발하게 발전시켜왔다. 예를 들어 고천문학(Archaeoastronomy)은 고고학과 융합된 학문으로서 고대 또는 전통적인 천문학을 문화적인 측면에서 연구하는 분야이다. 한편, 천문생물학(Astrobiology)은 지구 이외에도 생명체가 존재할 수 있다는 전제하에, 우주 생명체의 등장과 진화에 대해 연구하는 분야이다. 우주에서 발견되는 화학물질의 생성, 변화, 소멸등을 연구하는 분야는 천문화학(Astrochemistry)이라고 불린다. 이러한 물질들은 주로 분자운, 온도가 낮은 별들, 갈색왜성, 그리고 행성들에서 주로 발견된다. 우주화학(Cosmochemistry)은 태양계내에서 발견되는 화학물질들을 연구하는 분야로서, 원소와 동위원소의 상대적인 비율을 다룬다. 이 두 분야들은 천문학과 화학이 융합된 분야이다.

## 아마추어 천문학
천문학은 비전문가들(아마추어들)이 가장 많이 기여를 하는 과학분야 중 하나이다. 아마추어 천문가들은 다양한 천체와 천문 현상들을 관측한다. 일반적인 관측대상으로는 달, 행성, 별, 혜성, 유성우, 심원천체(성단, 은하, 성운)등이 있다. 때로는 이러한 관측에 자신들이 직접 제작한 장비가 사용되기도 한다. 일부 아마추어 천문인들은 밤하늘이나 특정 천체들의 사진을 찍기도 하는데, 이러한 예술적인 사진을 천문사진 이라고 부른다.
이러한 취미활동 뿐만 아니라 아마추어 천문가들은 천문학 연구에 꾸준히 공헌해왔다. 실제로 천문학은 아직까지도 비전문가들이 상당한 기여를 할 수 있는 몇 안되는 분야 중의 하나이다. 예를 들어, 아마추어 천문가들은 혜성을 처음으로 발견해내기도 하고, 변광성을 꾸준히 관측한다. 디지털 관측기기의 발전으로 아마추어 천문학자들은 천문 사진 분야에서 큰 발전을 이루어왔다.

## 천문학의 미해결 문제
비록 천문학은 우주와 그 구성원들의 본질을 이해하는데 엄청난 발전을 이룩해 왔지만, 아직도 중요한 미해결 문제들이 남아 있다. 이러한 질문에 답하기 위해서는 새로운 지상·우주 망원경, 그리고 획기적인 이론·실험 물리의 발전이 이루어져야 할 것이다.
- 질량에 따른 별들의 개수 분포는 어떻게 결정되는가? 즉 왜 별들이 생성될 당시의 질량분포(초기질량함수)가 일정해 보이는가?[71] 이에 답하기 위해서는 별과 행성의 생성과정에 대한 좀 더 깊은 이해가 필요하다.

- 우주에 우리 말고 다른 생명체가 존재하는가? 더 나아가 지성을 가진 외계인이 존재하는가? 외계생명의 존재는 과학뿐만 아니라 철학·종교적으로 큰 의미를 함축하고 있다.[72][73] 우리 태양계는 보편적인 행성계인가 아니면 특별한가?
- 왜 우주는 생겨났는가? 우리 우주를 균일하게 만든 급팽창(inflation)은 왜 발생했는가? 왜 바리온 비대칭성(baryon asymmetry)이 존재하는가?
- 암흑물질과 암흑에너지의 본질은 무엇인가? 이들은 우주의 진화와 운명을 결정하는 중요한 성분이지만 그 본질은 밝혀지지 않고 있다[74] 우주의 궁극적 운명은 무엇인가?[75]
- 어떻게 은하들이 처음 형성되었는가? 거대한 블랙홀들은 어떻게 만들어졌는가?
- 초고에너지 입자(ultra-high-energy cosmic ray)들은 어디서 만들어지는가?

## 같이 보기
| - 점성술학과 천문학(en) - 천문학자 - 분류:천문대 - 분류:천문학 관련 기관 - 천문학 연표 - 별자리 - 우주론 - 우주 거리 사다리 | - 천문학용어집 - 세계 천문의 해 - 우주 탐사 - 우주과학 - 태양계 - 별 - 망원경 |  |